# Planes del Sero
Les Planes del Sero I és un jaciment arqueològic prehistòric al municipi de l'Albagés, (Les Garrigues), inclòs a l'Inventari del Patrimoni Arqueològic i Paleontològic de Catalunya.

## Situació geogràfica i geològica
Les coordenades UTM són X: 315017.41, Y: 4590665.96 i està situat a una altitud de 372 m sobre el nivell del mar.
Està situat en un lloc d'explotació agropecuària, entre terrasses de camps de cultiu d'ametllers i oliveres.

## Descobriment i historiografia del jaciment
El jaciment es va localitzar l'any 2003 en una intervenció preventiva i de prospecció que es va fer als terrenys pròxims al Canal Segarra-Garrigues que es veien afectat per la construcció de l'embassament de l'Albagés. Els promotors van ser Reg de Catalunya SA.(Les Garrigues), inclòs a l'Inventari del Patrimoni Arqueològic i Paleontològic de Catalunya. i la directora de la intervenció va ser l'arqueòloga Anna Colet Mercé. Les activitats al terreny es van dur a terme del 2 de juny al 15 de juliol del 2003. La totalitat del jaciment es veu afectat per la construcció de l'embassament.
L'any 2003 el Pla Especial va aprovar una sèrie de prospeccions arqueològiques per determinar l'afectació de la construcció del sistema de regadiu del canal Segarra-Garrigues, presentat pel Departament d'Agricultura, Ramaderia i Pesca de la Generalitat de Catalunya, l'objectiu era determinar l'afectació del projecte sobre el patrimoni arqueològic i paleontològic. La prospecció les van dur a terme els membres del Grup d'Investigació Prehistòrica (G.I.P.) de la Universitat de Lleida i es van documentar diversos jaciments arqueològics inèdits dins al moment, entre els quals es troba Les Planes del Sero.
L'any 2016 es van portar a terme unes prospeccions emmarcades dins la Proposta d'actuació al patrimoni etnogràfic afectat per la construcció de l'embassament de l'Albagés: metodologia d'avaluació i mesures correctores. En aquest cas, es van identificar una sèrie de trinxeres i posicions de tirador als voltants i dins de l'estructura com a tal.
L'any 2022, amb motiu de l'actualització de l'Inventari de Patrimoni Arqueològic de la comarca de les Garrigues, es va visitar el jaciment sense que es pogués corroborar la presència de materials arqueològics. Una part del jaciment es troba sota les aigües de l'embassament de l'Albagés i en èpoques en què no hi ha sequera queda cobert en la pràctica totalitat, el que pot haver afectat la conservació del jaciment.

## Descripció
Es tracta d'un jaciment del Paleolític a l'aire lliure.(Les Garrigues), inclòs a l'Inventari del Patrimoni Arqueològic i Paleontològic de Catalunya.

## Troballes
La totalitat del material es va localitzar al vessant aterrassat de l'entorn. Concretament, es van trobar 4 ascles de sílex, un fragment de sílex informe i un nucli laminar de sílex, tots ells amb abundant pàtina i concrecions. També, de manera superficial, es van trobar fragments de ceràmica d'època moderna i contemporània.(Les Garrigues), inclòs a l'Inventari del Patrimoni Arqueològic i Paleontològic de Catalunya.